# Apolônio, o Afeminado
Apolônio (português brasileiro) ou Apolónio (português europeu) (em latim: Apollonius) cognominado ὁ μαλακος ("o Afeminado"), foi um retórico grego de Alabanda, na Cária, que floresceu aproximadamente em 120 a.C.
Depois de estudar sob a orientação de Menecles, dirigente da escola asiática de oratória, se estabeleceu em Rodes, onde ensinou retórica. Entre seus discípulos estavam Quinto Múcio Cévola, o Áugure, e Marco Antônio, o avô de Marco Antônio (como mencionado em Cícero, De Oratore 1.75).